# Zbigniew Raplewski

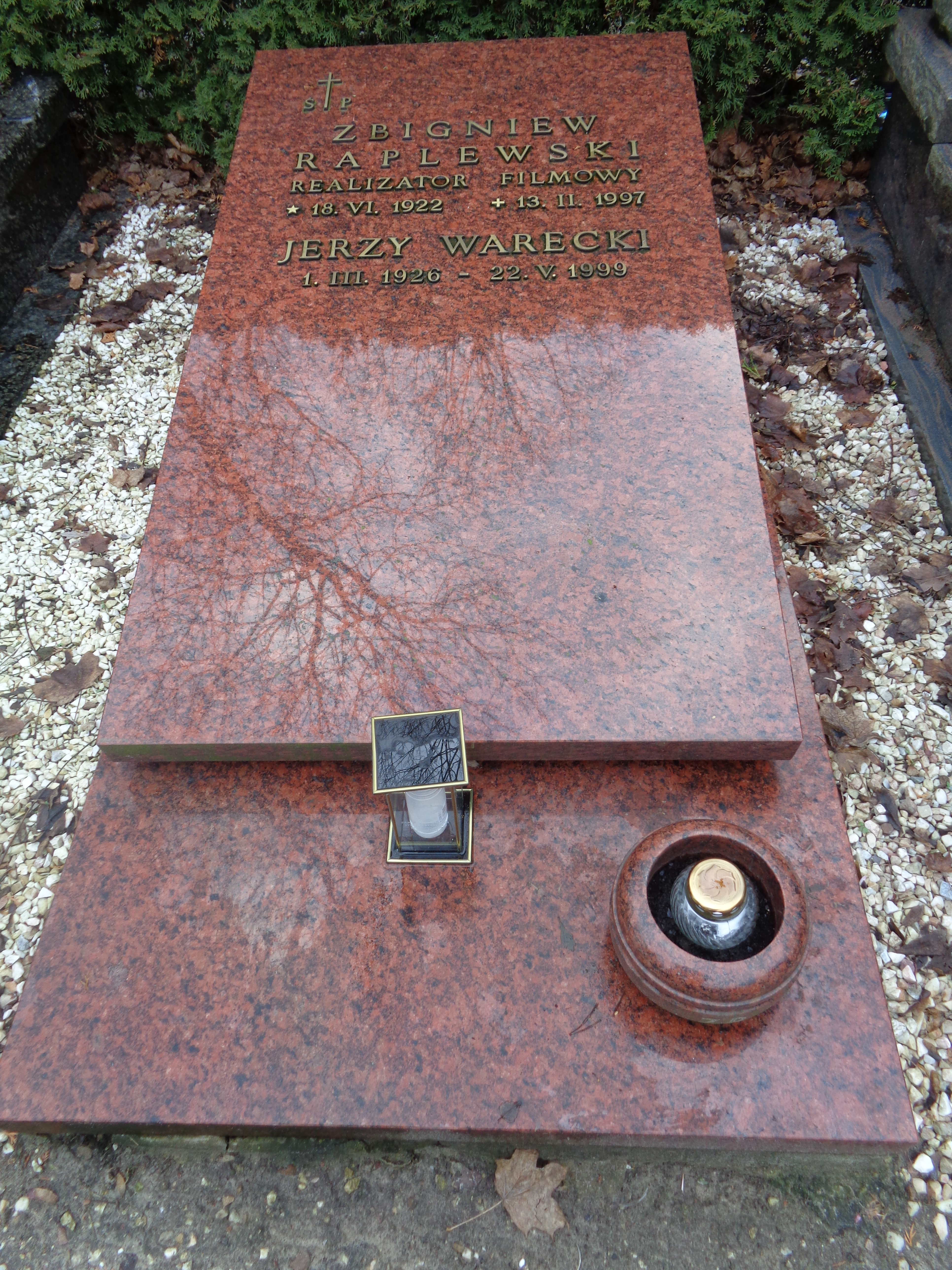
Grób Zbigniewa Raplewskiego na cmentarzu Wojskowym na Powązkach

Zbigniew Raplewski (ur. 18 czerwca 1922 w Warszawie, zm. 13 lutego 1997 tamże) – polski reżyser i operator filmów dokumentalnych.

## Życiorys
W 1952 ukończył studia na Wydziale Operatorskim PWSF w Łodzi. W 1947 był asystentem operatora Filmu Polskiego w Dziale Produkcji Filmów w Łodzi. Przez trzydzieści siedem lat związany z Wytwórnią Filmów Dokumentalnych w Warszawie. Zrealizował zdjęcia do ok. 850 tematów Polskiej Kroniki Filmowej. Od 1966 był Członkiem Stowarzyszenia Filmowców Polskich.
Zmarł w Warszawie, pochowany na cmentarzu Wojskowym na Powązkach (kwatera A3 tuje-3-44). 

## Filmografia (wybór)
- 1954: Gwiazdy muszą płonąć
- 1957: Mężczyźni o tym nie wiedzą
- 1960: Gwinea niepodległa
- 1961: Bezkrólewie
- 1962: Hałdy
- 1962: Agronom
- 1963: Araby
- 1964: Gorąca strefa
- 1966: Śladami bohatera pozytywnego
- 1967: Nim zabłyśnie gwiazda
- 1968: Zapusty
- 1969: Gorzko
- 1970: W sądzie
- 1971: Jak będziemy mieszkać
- 1971: Jacy będziemy
- 1973: Skansen
- 1977: Dwa brzegi rzeki
- 1978: Pierwszy sprawdzian. PCV
- 1979: Robotnicze głosy
- 1981: Tego nie da się zatrzymać
- 1982: Czy zabrakło czegoś w ich życiu?
- 1984: Walcownia metali „Warszawa”
- 1985: W środku Polski
- 1985: Szkic do portretu
- 1985: Ostatnie słowo techniki
- 1986: Ocalałe z pamięci
- 1986: Zakopiański ród
- 1988: Inspiracje Dudy: Gracza
- 1988: Z wyobraźni Waldemara Świeżego

## Nagrody
- Wyróżnienie zespołowe Podkomitetu Literatury i Sztuki Nagrody Państwowej w Sekcji Filmu za realizację (operator) filmu Gwiazdy muszą płonąć (1955)[4]
- Brązowy Lajkonik - nagroda na Krakowskim Festiwalu Filmowym za film Araby (1964)[5]
- I Nagroda na MFF Artystycznych Filmów Krótkometrażowych w Ankarze za film Araby (1965)
- Dyplom Honorowy na MFF w Edynburgu za film Ratownicy (1965)
- Nagroda Specjalna w Konkursie Filmów Turystycznych w Warszawie za oryginalne ujęcie tematu w filmie W Bieszczadach (1966)
- Nagroda „Orbisu” na Festiwal Filmów Krajoznawczych i Turystycznych w Warszawie za film Konie rasy wielkopolskiej (1971)
- Nagroda ZW LOP w Bydgoszczy na PFKrajoznawczych w Tucholi za film W Krainie Tysiąca Jezior (1987)
- Nagroda Specjalna na Ogólnopolskim Przeglądzie Filmów o Miesiącach Pamięci Narodowej w Warszawie za film Ocalałe w pamięci (1989)

Źródło:.